# Vox (Giuni Russo)
Vox è un album in studio della cantante italiana Giuni Russo, pubblicato il 15 aprile 1983 su etichetta CGD.

## Descrizione
Si tratta del secondo album inciso col nome di Giuni Russo, nato dalla collaborazione con Franco Battiato, Giusto Pio, Alberto Radius, Maria Antonietta Sisini e Francesco Paolo Messina. L'album venne pubblicato sull'onda del successo di Un'estate al mare. Il disco comprende brani di sperimentazione vocale come Oltre il muro, Post-moderno, L'oracolo di Delfi (il cui testo è stato scritto dal critico musicale Mario Luzzatto Fegiz sotto lo pseudonimo di Faffner) e Le grandi colpe, quest'ultima firmata anche da Roberto Cacciapaglia.
Alcune canzoni furono utilizzate per la promozione del disco. In particolare Good good-bye, già pubblicato come singolo nell'autunno del 1982, in più versioni con differenti lati B, in particolare Post-moderno, per il mercato italiano, e Un'estate al mare, per il mercato francese. Altra canzone estratta dall'album è Abbronzate dai miraggi, Buenos Aires, infine Sere d'agosto venne presentata anche al Festivalbar del 1983.
Il 17 aprile 2012 la Rhino Records ha pubblicato, in un cofanetto digipack, le ristampe originali di Vox e Mediterranea, originalmente distribuito nel 1984.

## Tracce
1. Abbronzate dai miraggi (testo: Francesco Messina – musica: Giuni Russo, Maria Antonietta Sisini)
2. Buenos Aires (testo: Giuni Russo, Francesco Messina – musica: Giuni Russo, Maria Antonietta Sisini, Francesco Messina)
3. L'oracolo di Delfi (testo: Faffner – musica: Giuni Russo, Maria Antonietta Sisini)
4. Post-moderno (testo: Franco Battiato – musica: Franco Battiato, Giusto Pio, Giuni Russo, Maria Antonietta Sisini)
5. Oltre il muro (testo: Giuni Russo – musica: Maria Antonietta Sisini)
6. Sere d'agosto (testo: Giuni Russo, Francesco Paolo Messina – musica: Francesco Paolo Messina)
7. Le grandi colpe (testo: Giada Di Villahermosa – musica: Roberto Cacciapaglia)
8. Good good bye (testo: Franco Battiato, Francesco Paolo Messina – musica: Franco Battiato, Francesco Paolo Messina, Giusto Pio, Giuni Russo)

## Formazione
- Giuni Russo – voce
- Paolo Donnarumma – basso
- Alfredo Golino – batteria
- Gianni Zilioli – bandoneon
- Stefano Previsti – tastiera
- Flaviano Cuffari – timpani
- Alberto Radius – chitarra
- Enzo "Titti" Denna – programmazione